# İlhan Parlak
İlhan Parlak (* 18. Januar 1987 in Kayseri) ist ein türkischer Fußballspieler. Durch seine langjährige Tätigkeit für Kardemir Karabükspor wird er mit diesem Verein assoziiert. Mit 121 Erstligaeinsätzen für Karabükspor ist er der Spieler mit den meisten Süper-Lig-Einsätzen der Vereinsgeschichte. Zudem befindet er sich mit 31 Ligatoren in der Liste der Spieler mit den meisten Süper-Lig-Toren für Karabükspor an erster Stelle.

## Karriere

### Verein
İlhan Parlak begann seine Karriere in der Jugendmannschaft von Kayserispor. Er schoss in der Saison 2005/06 das schnellste Tor der Süper Lig, nämlich nach 15 Sekunden. Dieser Rekord wurde in der Saison 2007/08 von Umut Bulut (14 Sekunden) gebrochen. Bei der U-19-Europameisterschaft 2006 wurde er mit fünf Toren zusammen mit dem Spanier Alberto Bueno Torschützenkönig. Zur Saison 2007/08 wechselte Ilhan Parlak für 1 Million Euro Ablöse zu Fenerbahçe Istanbul und erhielt dort einen Fünfjahresvertrag. Am 10. August 2007 absolvierte er sein erstes Spiel für Fenerbahçe, als er in der Partie gegen Istanbul Büyükşehir Belediyespor eingewechselt wurde. Seine ersten beiden Tore für Fenerbahçe erzielte er am 23. Januar 2008 im Pokalspiel gegen Alanyaspor.
Im Sommer 2009 wechselte er zum Erstligisten Ankaraspor. Ankaraspor wurde einige Wochen nach Saisonbeginn vom Spielgeschehen ausgeschlossen. So spielte İlhan Parlak die Rückrunde als Leihspieler beim Stadtrivalen MKE Ankaragücü.
Zur Saison 2010 wurde er als Leihspieler an den Süper-Lig-Aufsteiger Kardemir Karabükspor ausgeliehen. Am Saisonende wurde seine Leihzeit um ein weiteres Jahr verlängert. Zum Ende der Saison 2011/13 kehrte er zu Ankaraspor zurück. Kurze Zeit später wurde er von Karabükspor samt Ablösesumme gekauft. 
Bei Karabükspor stieg er zu einem der beständigsten Spieler der Vereinsgeschichte auf. So absolvierte er in den Spielzeiten 2012/13 und 2013/14 nahezu alle Pflichtspiele seiner Mannschaft. Trotz dieser Leistung verlängerte sein Verein im Sommer 2014 den auslaufenden Vertrag mit Parlak nicht. Bei seinem Abschied von Karabükspor hielt Parlak mit 121 Erstligaspielen und 31 Ligatoren zwei Vereinsrekorde, als Spieler mit den meisten Erstligaeinsätzen und -toren.
Zur Saison 2014/15 wechselte er zum Ligarivalen Kayseri Erciyesspor.
Im Frühjahr 2016 wechselte er zum Erstligisten Gaziantepspor. Nachdem dieser Verein zum Sommer 2017 den Klassenerhalt verfehlt hatte, wechselte Parlak zum Zweitligisten MKE Ankaragücü.

### Nationalmannschaft
Parlak durchlief ab der türkischen U-17-Nationalmannschaften nahezu alle Jugendnationalmannschaften seines Landes.
Mit der türkischen U-19-Nationalmannschaft nahm er an der U-19-Fußball-Europameisterschaft 2006 teil, schied aber mit seiner Mannschaft bereits nach der Gruppenphase vom Turnier aus.